# Björn Wennerberg
Björn Ragnar Wennerberg, född 5 oktober 1910 i Enköping, död 9 oktober 1978 i Kungsbacka, var en svensk skulptör och konservator.
Han var son till apotekaren Fritz Anton Wennerberg och Emma Sofia Östlund samt från 1948 gift med banktjänstemannen Ruth Wennerberg. Han studerade skulptur för Renato Lucchetti i Carrara 1938–1939 och porträttskulptering för Gösta Cardell i Stockholm samt genom självstudier under ett stort antal studieresor till Danmark, Italien, Schweiz, Portugal och Tyskland. Han tilldelades 1958 ett  kulturpris av Svenska Landsbygdens Ungdomsförbund. Vid sidan av sitt eget skapande arbetade han som konservator vid Naturhistoriska museet i Göteborg. Tillsammans med Ivan Ring och Waldemar Sjölander ställde han ut på Thurestams galleri i Stockholm 1944 och han medverkade i Sveriges allmänna konstförenings vårsalonger på Liljevalchs konsthall samt i flera samlingsutställningar i svenska landsortsstäder. Bland hans offentliga arbeten märks en isbjörnsskulptur samt en fontän i Kungsbacka och en isbjörnsskulptur i Stockholm. Hans skulpturer består av djurstudier utförda i gips, sten, trä, terracotta och brons.   